# 阿巴西亞
阿巴西亞（阿拉伯语：‎），为埃及开罗市的一个区。亚历山大科普特正教会位于此地。在2011年埃及革命中，该地为一个重要的对抗事件发生地。